# Martti Laakso
Martti Einari Laakso (ur. 19 grudnia 1943 w Ilmajoki) – fiński zapaśnik walczący w stylu klasycznym. Dwukrotny olimpijczyk. Szósty w Meksyku 1968 (w kategorii 63 kg) i siódmy w Monachium 1972 (w kategorii 62 kg).
Wicemistrz świata w 1965, a trzeci w 1969. Wicemistrz Europy w 1970 i 1972. Dziewięciokrotny medalista mistrzostw nordyckich w latach 1963 – 1973.
Brat Mattiego Laakso, również zapaśnika i olimpijczyka.